# Кочубеевка (Калужская область)
Кочубеевка— деревня в Медынском районе Калужской области Российской Федерации. Входит в сельское поселение «Деревня Варваровка».
Рядом — деревни Варваровка и  Мансурово.
Кочубеи —  дворянский род по преданию ведущий родословную от ногайца Кучук-бея, выехавшего в середине XVII века из Крымского ханства в Войско Запорожское.  Род Коучбеев(küçü bey – малый князь, сын князя) относился к Чингизидам, титул бей присваивался только потомкам  Ширина и Мансура .

## Население
| 2002 | 2010 |
| ---- | ---- |
| 15   | ↘5   |

## История
В 1782 году на картах не обозначена, место вместе с селом Адуевское во владении князя Александра Александровича Урусова.
С 1843 года селом Адуево и деревнями при нём владел князь Лев Викторович Кочубей. Деревня Кочубеевка в числе владений князя Кочубея упоминается в указе Сената №25164 от 27 апреля 1751 года, о передаче земельных владений князя его супруге Елизавете после его смерти.
По данным на 1859 год Кочубеевка владельческая деревня Медынского уезда, расположенная по левую сторону от транспортного Верейского тракта при колодцах. В ней 21 двор и 190 жителей.
После реформ 1861 года вошла в Адуевскую волость. Была известна также как Новая или Выдровка Новая. Население в 1892 году — 192 человека, в 1913 году — 271 человек
В 1954 году в Кочубеевке была создана братская могила, куда были перенесены останки погибших советских воинов из одиночных и небольших братских могил в Александровке, Варваровке, Исакове, Митрохине, Паршине, Пирове. В 1956 году на могильном холме сооружён прямоугольный постамент, на котором установлена скульптурная группа. К постаменту прикреплена мемориальная плита, на которой обозначены имена 33 известных на то время похороненных воинов. Всего в могиле покоится прах 114 воинов.